# Kapelle zur Heiligsten Dreifaltigkeit (Viehhausen)

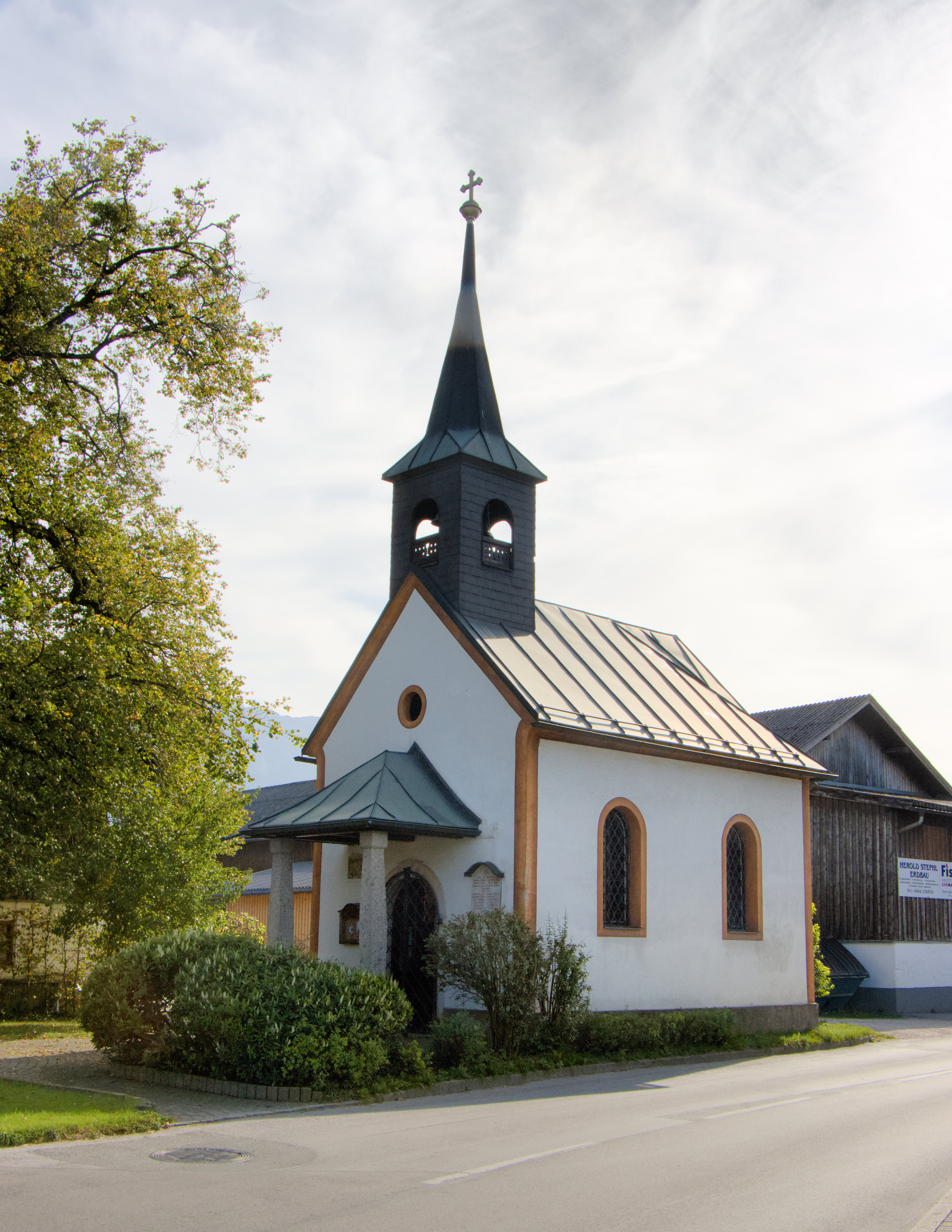
Kapelle zur Heiligsten Dreifaltigkeit in Viehhausen

Die Kapelle zur Heiligsten Dreifaltigkeit liegt im Ort Viehhausen der Gemeinde Wals-Siezenheim.

## Geschichte

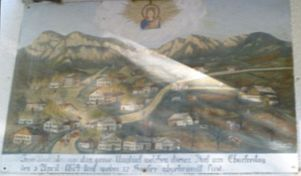
Votivbild von 1874, zum Wiederaufbau

Die Errichtung der Kapelle geht auf eine in der Stadt Salzburg grassierende Pestepidemie im Jahre 1625 zurück. Der Eisenhändler Georg Gschwendtner und sein Verwandter Gabriel Schaller ließen aus Dank dafür, dass sie und ihre Familien von der Pest verschont geblieben waren, einen „Feldschacher“, d. h. einen Bildstock mit den beiden Pestheiligen Sebastian und Rochus errichten. Als dieser durch einen heftigen Sturm zerstört wurde, erbaute man an seiner Stelle eine Kapelle, in der 1699 zum ersten Mal eine Messe gefeiert wurde. Nach der Zerstörung der Kapelle durch einen Blitzschlag (1710) ließen Max Gschwendtner und Christian Pauernfeind, Nachkommen des Stifters der Kapelle, 1714 die Kapelle in der heutigen, größeren Form wieder aufbauen. Der darin befindliche Marmoraltar wurde von dem Steinmetzmeister Georg Doppler gestiftet. Nach einem Dorfbrand am 3. April 1874, bei dem die hölzerne Vorhalle, der Dachstuhl und zwei kleinere Glocken zerstört wurden, wurde die Kapelle erneut hergestellt.

## Erscheinungsbild

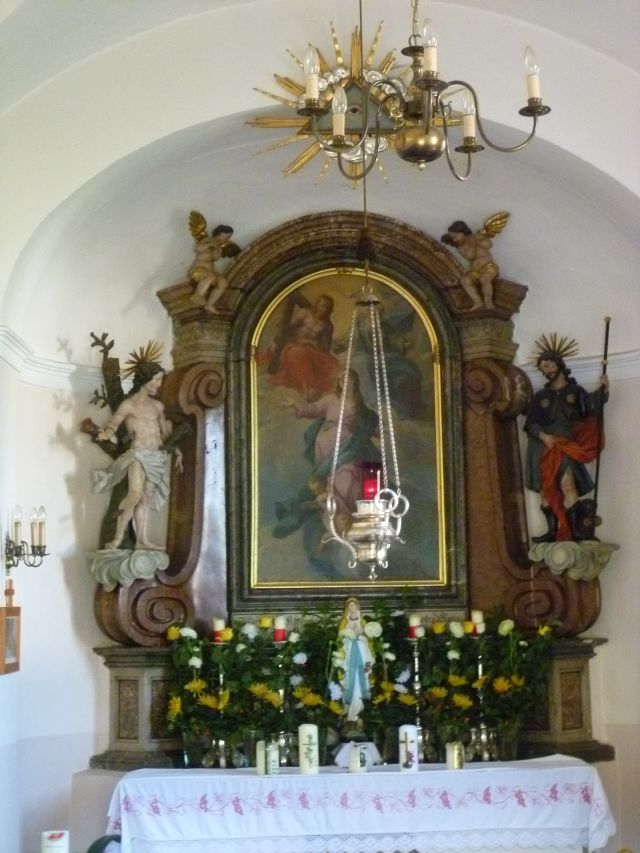
Altarbild von Jakob Zanusi

Die Kapelle ist ein einfacher Rechteckbau mit einer im Süden angebauten, kleinen Sakristei. Die Kapelle besitzt eine Apsis sowie einen kleinen spitzen Dachreiter. Der Eingang, ein Rundbogenportal im Osten ist mit Stein eingefasst und wird durch ein Vordach geschützt. Im Kircheninneren befindet sich ein Votivbild, das an den Brand 1874 erinnert. Das barocke Altarbild stammt vom Salzburger Hofmaler Jakob Zanusi. Dargestellt sind die Heilige Dreifaltigkeit und die Jungfrau Maria, die zur Königin des Himmels gekrönt wird. Weitere Bilder zeigen die heilige Katharina mit dem Rad sowie einen Märtyrer in fürstlicher Kleidung; dies könnte König Sigismund sein, der Namenspatron des zur Entstehungszeit der Bilder regierenden Fürsterzbischofs Schrattenbach.